# غريغ يوربان
غريغ يوربان (بالإنجليزية: Greg Urban)‏ هو عالم إنسان أمريكي، ولد في 1949.